# Tigrinestola tigrina
Tigrinestola tigrina är en skalbaggsart som först beskrevs av Henry Skinner 1905.  Tigrinestola tigrina ingår i släktet Tigrinestola och familjen långhorningar. Inga underarter finns listade i Catalogue of Life.